# حي مساكن التأمينات (حمص)
حي مساكن التأمينات هو أحد أحياء مدينة حمص السوريّة، ويعد من الأحياء السكنية الصغيرة نسبياً، وفيه كازية أبو زيد، ومدرسة رجب فاضل فضل،وروضة للأطفال؛ وهو الآن من الأحياء المتأثّرة ب الثورة السورية، ومدمر بالكامل بسبب القصف، وهو يقع بجانب حي القصور، وفيه مسجد متوسط الحجم، ويعد طريق حماة الحد الفاصل بينه وبين حي القصور.
1. ↑  "سكان حي مساكن التأمينات يطالبون بصيانة الشبكة الكهربائية". alwehda. اطلع عليه بتاريخ ٢٤/٠٨/٢٠٢٢. {{استشهاد ويب}}: تحقق من التاريخ في: |تاريخ الوصول= (مساعدة)